# Robert Quine
Robert Wolfe Quine (30. prosince 1942 – 31. května 2004) byl americký rockový kytarista. Mezi hudebníky, se kterými spolupracoval, patří například Lou Reed, The Voidoids, John Zorn, Lloyd Cole, Marc Ribot, Marianne Faithfull nebo Tom Waits.

## Diskografie
Sólová
- Escape (& Jody Harris) (1981)
- Basic (& Fred Maher) (1984)
- Come Together: Guitar Tribute to the Beatles, Vol. 2 (& Jody Harris) (1995)

Richard Hell & the Voidoids
- Blank Generation (1977)
- Destiny Street (1982)
- R.I.P.: The ROIR Sessions (1984)
- Funhunt (Live at CBGB & Max's) (1990)
- Oh (2000)

Richard Hell
- Go Now (1995)
- Time (2002)

Lou Reed
- The Blue Mask (1982)
- Legendary Hearts (1983)
- Live in Italy (1984)
- Between Thought and Expression: The Lou Reed Anthology (1992)

Matthew Sweet
- Earth (1989)
- Girlfriend (1991)
- Altered Beast (1993)
- Son of Altered Beast (1994)
- 100% Fun (1995)

Lloyd Cole
- Lloyd Cole (1990)
- Don't Get Weird On Me Babe (1991)
- Love Story (1995)
- Etc. (2001)

Material
- Temporary Music (1981)
- Red Tracks (1982)
- Secret Life (1998)
- Best of Material (1999)

John Zorn
- The Big Gundown (1984)
- Spillane (1986)
- Filmworks I: 1986-1990 (1992)
- Filmworks III: 1990-1995 (1996)
- Filmworks V: Tears of Ecstasy (1996)
- Filmworks IV: S&M + More (1997)
- Filmworks VII: Cynical Hysterie Hour (1997)
- Great Jewish Music: Burt Bacharach (1997)
- The Bribe (1998)
- Godard/Spillane (1999)

Ostatní
- Let It Blurt - Lester Bangs (1977)
- Queen of Siam - Lydia Lunch (1979)
- Off White - James White & the Blacks (1979)
- Get Crazy - soundtrack (1983)
- Rain Dogs - Tom Waits (1985)
- Cupid & Psyche 85 - Scritti Politti (1985)
- Dirtdish - Wiseblood (1986)
- Strange Weather  - Marianne Faithfull (1987)
- Quilt - The Shams (1991)
- Dim Stars - Dim Stars (1992)
- Nerve Net - Brian Eno (1992)
- To Hell With Love - Suzanne Rhatigan (1992)
- Weird Nightmare: Meditations on Mingus - Hal Willner (1992)
- Bedbugs - The Odds (1993)
- I Don't Like Myself - Sion (1993)
- John Henry - They Might Be Giants (1994)
- El Abrazo Del Erizo Mikel Erentxun (1995)
- Love is Wild... Life is Violent... - Katy Clements (1996)
- Don't Tell Me - Eddie Skuller (1996)
- Valdun—Voices of Rumantsch - Corin Curschellas (1997)
- Painted Desert - Ikue Mori (with Marc Ribot) (1997)
- Vibe of Life - Reiss (1998)
- Cold Tube - Kazuyoshi Saito (2000)
- Singles—Individually Wrapped - The Odds (2000)
- Songs - Sion (2000)
- Michael Maxwell - Michael Maxwell (2000)
- Presents Beyond Cyberpunk - Wayne Kramer (2001)
- Bait and Switch - Andre Williams (2001)
- Lustro - Michael DuClos (2002)
- Cross-Eyed and Bow-Legged - Tom Clark and the High Action Boys (2002)
- The Good, the Bad, and the Ugly - Sonny Vincent (2003)
- Nowhere Land - Kazuyoshi Saito (2003)
- Lys Guillorn - Lys Guillorn (2003)